# Helmhaus (Hotel)

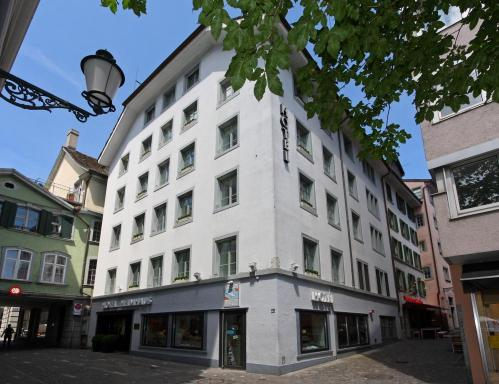
Helmhaus Hotel Zürich

Das Helmhaus Hotel (offiziell: Boutique Hotel Helmhaus) ist ein 4-Sterne-Hotel in Zürich an der Schifflände auf der rechten Seite der Limmat in der Altstadt, einem der traditionsreichsten Standorte in der Geschichte der Zürcher Beherbergung. Zum Jahr 2021 ist es das kleinste und zentralste 4-Sterne-Hotel der Stadt.

## Geschichte

### Ursprung

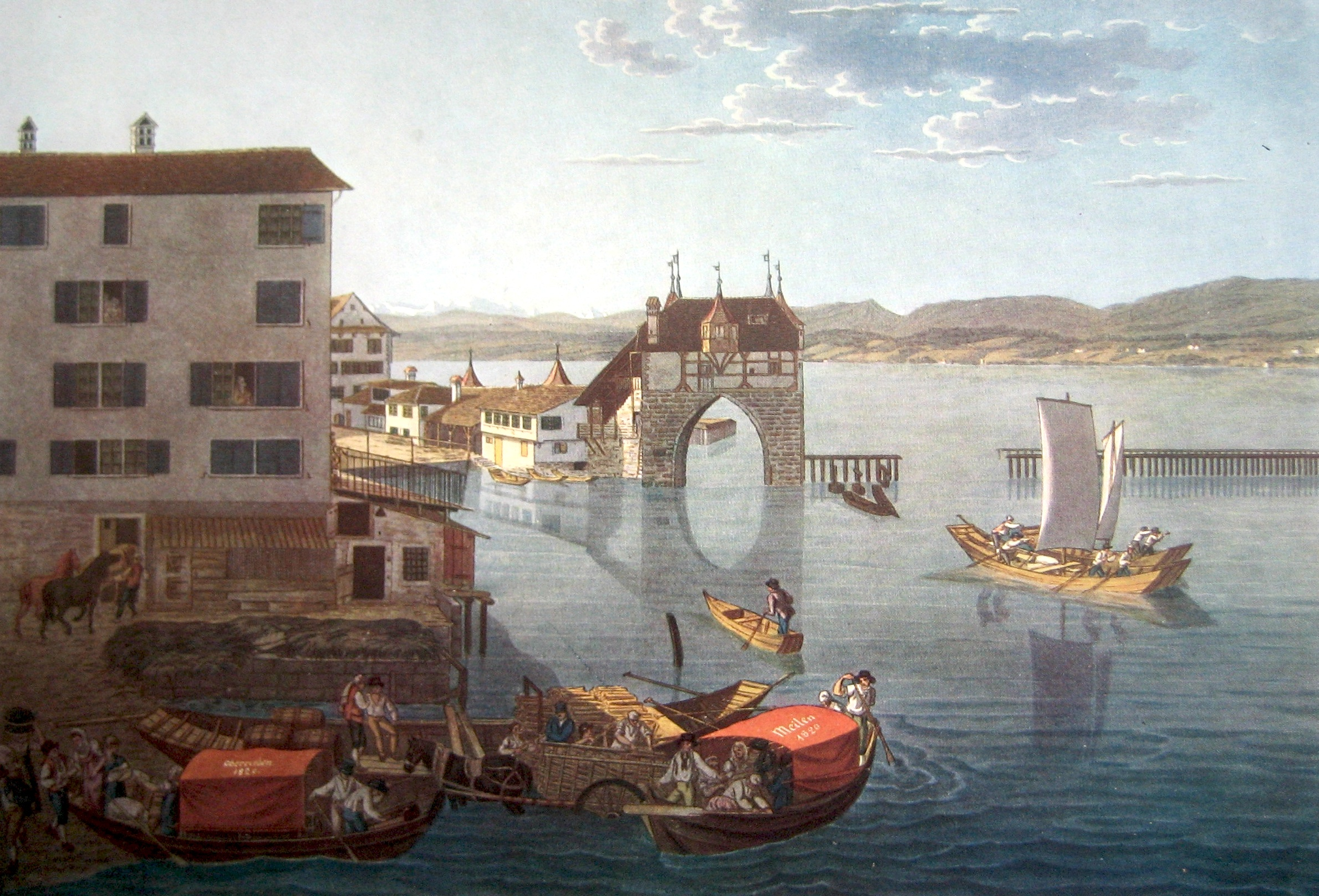
Schifflände mit Grendeltor. Kolorierter Kupferstich von J. Meyer, um 1830.

Das Hotel hat seinen Namen vom nahegelegenen Helmhaus.
Als Beherbergungsstätte wurde das Gebäude erstmals 1356 unter dem Namen Hie zum Rosslyn (Hier zum Rössli) in den Geschichtsbüchern erwähnt. Das Haus war ein Lehen der Fraumünsterabtei. Der damalige Besitzer stand vermutlich im Dienste des Abtes vom Kloster Einsiedeln in Zürich.

### 15. und 16. Jahrhundert
Einer der vielen Rössli-Wirte war Junker Oswald Reinhart (auch: Osswald Reinhart) aus Kempten (Allgäu). Im Jahre 1468 erhielt Reinhart die Bürgerrechte der Stadt Zürich und übernahm 1487 mit seiner Frau Elisabetha Wunzürn (auch: Elssbetha Wynzürnin) die Wirtschaft Zum Rössli. Reinharts Tochter Anna, die einen Teil ihrer Kindheit im Rössli verbrachte, lebte ab 1522 mit dem Reformator und Leutpriester Ulrich Zwingli zusammen und heiratete diesen am 2. April 1524 in zweiter Ehe im Grossmünster. Anna Reinhart war die erste Pfarrfrau der Schweiz und baute das Zürcher Armenwesen auf. An sie erinnert noch heute eine Messingtafel an der Fassade des Hotels.
Während des Zürcher Bildersturms im Jahr 1524 veranlasste der Chorherr des Grossmünsters Rudolf Koch auf Initiative Zwinglis, dass die Altarbilder des Malers Hans Leu der Ältere in die Täferung des Rössli verbracht wurden, um sie vor der drohenden Zerstörung zu retten. Anfang des 20. Jahrhunderts wurden die Bilder durch Zufall während eines Umbaus wiederentdeckt und können heute im Schweizerischen Landesmuseum besichtigt werden.

### Neuere Zeit
Ab 1833 war das Haus ein Nebengebäude des Hôtel du Lac an der Limmat, in dem heute ein italienisches Restaurant untergebracht ist. 1935 wurde das heutige Hotel Helmhaus in ein Geschäfts- und Appartementhaus umgebaut, in dessen Parterre sich das Café Sultan befand. 1961 fand eine weitere Umwandlung zum Hotel Garni Mondial statt.
1970 wurde das Hotel von der Schweizer Familie Mengis und Weibel gekauft, welche es auf den Namen Helmhaus taufte. Sie führt die über 650-jährige Tradition der Zürcher Beherbergung weiter.
Umfangreiche Renovationsarbeiten seitdem umfassten unter anderem den Ausbau des Dachgeschosses in eine zusätzliche fünfte Etage mit fünf Designerzimmern sowie die Einlage von Parkett in allen Zimmern. Die letzte umfassende Renovation fand in den Jahren 2008 bis 2012 statt. Weitere Arbeiten und Aufwertungen wurden 2015 und 2019 vorgenommen. Das Hotel hat derzeit 24 Zimmer.